# エアコー DH.1
エアコー DH.1
Airco DH.1
- 用途：複座戦闘機 / 汎用機
- 設計者：ジェフリー・デ・ハビランド
- 製造者：エアコー
- 運用者：イギリス陸軍航空隊
- 初飛行：1915年
- 生産数：170機以下
- 運用開始：1915年
- 退役：1918年

エアコー DH.1（Airco DH.1）は、第一次世界大戦時にイギリス陸軍航空隊によって運用された初期の複葉機である。

## 設計と開発
ジェフリー・デ・ハビランドは王立航空工廠（Royal Aircraft Factory / RAF）に所属した初期の航空機設計者のひとりで、同工廠が大戦前に製作した航空機のほとんどについて、部分的に、または全面的に責任を負っていた。彼は1914年に工廠を去ってエアクラフト・マニュファクチャリング社（Aircraft Manufacturing Company、エアコー（Airco））の主任設計者となったが、そこでの最初の設計であるDH.1は、王立航空工廠における彼の最後の仕事の1つであるF.E.2bを連想させるものであった。DH.1はF.E.2bと同様に推進式配置であり、機体前部の開放式コックピットに直列に操縦士と観測員を収容するようになっていた。前方の観測員席は操縦士席より一段低く、機関銃を備えていた。翼は布張りの典型的なもので2ベイ式、上下翼とも直線で幅も等しく、前後の位置のずれはなかった。尾翼と方向舵は骨がむき出しとなった長い支柱の最後端に取り付けられていた。
DH.1はF.E.2bと同じく、120馬力のビアドモア水冷エンジンを装備するよう設計されたが、当時すべての利用可能なビアドモアエンジンは、F.E.2bの生産に割り当てられており、そのためDH.1には代わりに70馬力ルノー空冷V8エンジンが割り当てられた。このエンジンではDH.1にはパワー不足であったが、それでもなお注目に値する性能を示したため、生産に移されることとなった。しかしエアコーはすでにより新型の機体で多忙だったため、DH.1の生産はサヴェージズ・オブ・キングズ・リン社によって行われた。
本機の後期生産型はビアドモアエンジンを装備し、DH.1Aと呼ばれた。

## 運用歴
DH.1が実戦で使われたのは第一次世界大戦の中東戦線のみである。ビアドモアを備えたDH.1A数機が1916年7月に到着し、第14飛行隊に所属してB.E.2偵察機の護衛を行った。8月にはアヴィアティック（Aviatik）複座機1機を撃墜し、これがDH.1唯一の戦果となった。DH.1による作戦として知られている最後のものは、1917年3月5日のテル・エル・シェリア爆撃で、その際1機が撃墜されている。第14飛行隊は、1917年11月にはR.E.8部隊となっているが、この爆撃はその日以前にDH.1が行った最後の作戦である可能性がある。
それ以外のDH.1はイギリス国内の飛行訓練および本土防空部隊で使用された。そして1918年にはすべての部隊から退役した。

## 各型解説
- DH.1 - ルノーエンジン装備。101機。
- DH.1A - ビアドモアエンジン装備。約70機。

## 運用者
イギリス
- イギリス陸軍航空隊 - 第14飛行隊

## 性能諸元（DH.1）

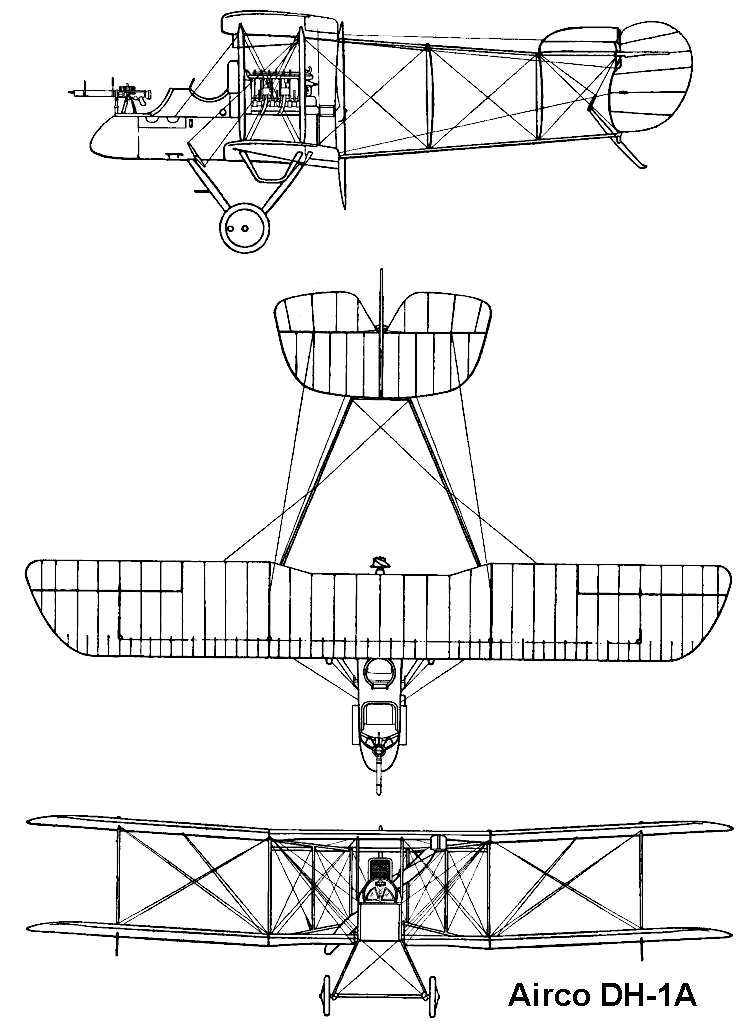
三面図（DH.1A）

出典: De Havilland Aircraft since 1909 
諸元
- 乗員: 2（操縦士1、観測員1）
- 全長: 8.83 m （28 ft 11⅝ in）
- 全高: 3.46 m （11 ft 4 in）
- 翼幅: 12.50 m（41 ft 0 in）
- 翼面積: 39.6 m2 （426 ft2）
- 空虚重量: 616 kg （1,356 lb）
- 運用時重量: 927 kg （2,044 lb）
- 動力: ルノー 、50 kW （70 hp）   × 1

性能
- 最大速度: 130 km/h （70 kn）
- 上昇率: 1.7 m/s （350 ft/min）

武装
- 機銃 ×1（観測員）

## 参考
1. ↑   Jackson 1987, p.45
2. ↑   Jackson 1987, p.46.

- Cheesman, E.F. (ed.) Reconnaissance & Bomber Aircraft of the 1914-1918 War. Letchworth, UK: Harleyford, 1962.
- Grey, C.G. Jane's all the world's aircraft 1919 (reprint). New York: Arco Publishing Company, 1969.
- Jackson, A.J. De Havilland Aircraft since 1909. London:Putnam, Third edition, 1987. ISBN 0 85177 802 X.
- Taylor, Michael J.H. Jane's Encyclopedia of Aviation, 1989 edition. London: Studio Editions, 1989, p. 45. ISBN 0-51710-316-8.